# Giovanna Campiolo
Giovanna Campiolo Rocha (Guaratinguetá, 14 de julho de 1996) é uma jogadora de futebol feminino, que atua predominantemente como zagueira, também sendo escalada como volante, esporadicamente. Defende as cores do Palmeiras. Giovanna se notabilizou como titular da equipe do Corinthians, na campanha do título do Campeonato Brasileiro feminino, em 2018.

## Carreira

### Clubes
Giovanna começou a jogar futebol aos oito anos de idade, em sua cidade natal, Guaratinguetá - mais precisamente, na escola de futebol mantida dentro da base militar da Aeronáutica, dentro do município. A escola mantinha apenas um time de meninos, mas a jogadora começou a integrá-lo, a convite do técnico Bueno.
Pouco depois, Giovanna começou a jogar em equipes do Itaguará Country Club, clube social localizado em Guaratinguetá. Todavia, a chance para entrar definitivamente no futebol feminino só surgiu em 2010: aos 14 anos, a jogadora integrou a equipe da cidade de Pindamonhangaba, que disputou o torneio de futebol feminino dentro da edição daquele ano dos Jogos Abertos da Juventude, realizados anualmente no estado de São Paulo. Após as atuações, Giovanna recebeu uma indicação para jogar nas categorias de base do Taubaté. E se transferiu para aquele clube, ainda em 2010. Primeiramente, fez parte da equipe feminina sub-20 do Taubaté; posteriormente, já em meados da década de 2010, teve chances também na equipe principal.
Em 2014, Giovanna foi contratada pela Portuguesa, deixando o Taubaté para defender a equipe paulista na disputa do Campeonato Brasileiro daquele ano. Conhecida então como Giovanna Rocha, a zagueira marcou dois gols nas quatro partidas que fez pela Portuguesa naquele torneio - na vitória por 1 a 0 contra a equipe do Botafogo, e na goleada sofrida por 4 a 1 para o Avaí. O desempenho serviu para que fosse convocada para a Seleção Brasileira Sub-20, então em fase de preparações. Em meio aos treinamentos com o time brasileiro, Giovanna acabou não disputando partidas pela Portuguesa em 2015.
Em 2016, a jogadora começou o ano atuando pelo clube paulista. Todavia, no segundo semestre daquele ano, foi contratada pelo Foz Cataratas, para a disputa da Copa do Brasil daquele ano. Na campanha do clube do Paraná, que foi às semifinais daquela edição, Giovanna jogou em todas as partidas, somente sendo substituída no jogo de ida das semifinais, contra o São José, de São Paulo, que terminou se classificando.
No ano seguinte, Giovanna novamente mudou de clube: do Foz Cataratas, foi para a Sociedade Esportiva Kindermann, de Santa Catarina. No clube, foi titular na campanha dentro do Campeonato Brasileiro, em que o Kindermann foi às oitavas de final. Mas seu primeiro título veio no segundo semestre de 2017, com a conquista do Campeonato Catarinense de Futebol Feminino daquele ano. Nos cinco jogos que fez dentro da campanha vitoriosa, Giovanna marcou um gol, na última partida do returno, dentro da goleada por 7 a 0 sobre o Fluminense, de Joinville.
O bom retrospecto dentro do Kindermann levou o Corinthians a contratar Giovanna para sua zaga, no começo de 2018. No primeiro ano, a jogadora ficou predominantemente na reserva, mas já esteve em algumas partidas: entre jogos nos quais começou como titular e outros nos quais veio do banco, foram 12 partidas pelo Campeonato Paulista, e outras seis pelo Campeonato Brasileiro - na competição nacional, chegou a entrar em campo, vinda do banco de reservas, nos acréscimos da vitória por 1 a 0 sobre o Rio Preto, jogo de ida da final daquele torneio. Em 2019, Giovanna fez seu primeiro gol pelo Corinthians, na vitória por 3 a 1 sobre o Taubaté, pelo Campeonato Paulista.
Em janeiro de 2024, chegou ao Palmeiras. No mesmo ano, foi campeã paulista com o clube, contra o Corinthians.

### Seleções
Mesmo sem ter partidas pela Seleção Brasileira adulta, Giovanna não só foi relacionada para a equipe sub-20 do Brasil, entre 2015 e 2016, como também foi convocada para a Copa do Mundo sub-20 de 2016, realizada em Papua-Nova Guiné. A zagueira começou jogando na estreia da equipe brasileira, com goleada por 9 a 0 sobre a seleção do país-sede, mas foi expulsa do segundo jogo (derrota por 4 a 2 para a Coreia do Norte), ao levar dois cartões amarelos. Cumprida a suspensão no último jogo da fase de grupos, Giovanna voltou a ser titular na partida em que o Brasil foi eliminado, nas quartas de final, com vitória de 3 a 1 do Japão.

## Títulos
Kindermann
- Campeonato Catarinense: 2017

Corinthians
- Campeonato Brasileiro:  2018, 2020, 2021, 2022, 2023
- Copa Libertadores: 2019, 2021
- Campeonato Paulista: 2019, 2020, 2021, 2023
- Supercopa do Brasil: 2022, 2023
- Copa Paulista: 2022

Palmeiras
- Campeonato Paulista: 2024